# Valentina Colombo
Valentina Colombo (Milano, 30 luglio 1990) è un'attrice italiana.

## Biografia
Inizia la sua carriera nel 2007 partecipando a Life Bites - Pillole di vita, nel ruolo della protagonista Giulia.
Nel 2008 è ospite ai Nickelodeon Kids' Choice Awards. Nello stesso anno, il 10 settembre, partecipa come ospite alla prima londinese di Camp Rock.
Nel 2009 prende parte a My Camp Rock, dove è la conduttrice.
Nel 2010 prende parte a una pubblicità per Disney's Friends for Change, un servizio per migliorare il mondo, e a My Camp Rock 2, dove è sempre la conduttrice.
Dal 10 gennaio 2011 torna su Disney Channel con la quinta stagione di Life Bites - Pillole di vita, sempre nel ruolo di Giulia.
Nel corso del Giro d'Italia 2011 presenta per conto della Fondazione Umberto Veronesi (di cui è testimonial) "Le tappe della salute", un insieme di incentivi a una corretta alimentazione e a un corretto stile di vita in onda per tutti i giorni della manifestazione.
Da aprile 2015 è giornalista ed è iscritta all'Ordine dei Giornalisti.

## Carriera

### Televisione
- 2007-2013: Life Bites - Pillole di vita, Giulia
- 2007: Disney Channel Games 2007
- 2009: My Camp Rock, Conduttrice
- 2010: My Camp Rock 2, Conduttrice
- 2011: Disney's Friends for Change Games

## Ospite
- 2008: Nickelodeon Kids' Choice Awards
- 2008: Prima di Camp Rock a Londra